# Domaháza
Domaháza je obec na severovýchodě Maďarska v župě Borsod-Abaúj-Zemplén. Leží 2 km od hranic se Slovenskem.
Rozkládá se na ploše 28,83 km² a v roce 2024 zde žilo 776 obyvatel.